# Myron Roderick

Zawodnik Oklahoma State Cowboys

Myron Willis Roderick (ur. 15 września 1934 w Anthony, zm. 28 grudnia 2011) – amerykański zapaśnik walczący w stylu wolnym. Olimpijczyk z Melbourne 1956, gdzie zajął czwarte miejsce w kategorii do 62 kg.
Zawodnik Winfield High School w Winfield i Oklahoma State University. Trazy All-American w NCAA Division I (1954–1956). Pierwszy w 1954, 1955 i 1956 roku.
Trener zapasów, tenisa, gracz racquetballu, a także działacz sportowy.

## Letnie Igrzyska Olimpijskie 1956
| Konkurencja      | Rundy eliminacyjne      | Rundy eliminacyjne   | Rundy eliminacyjne     | Rundy eliminacyjne     | Klas. końcowa |
| Konkurencja      | Przeciwnik I            | Przeciwnik II        | Przeciwnik III         | Przeciwnik IV          | Miejsce       |
| ---------------- | ----------------------- | -------------------- | ---------------------- | ---------------------- | ------------- |
| 62 kg styl wolny | Bálint Galántai (HUN) Z | John Elliott (AUS) Z | Abe Geldenhuys (ZPA) Z | Shōzō Sasahara (JPN) P | 4.            |